# Lastro
Lastro là một đô thị thuộc bang Paraíba, Brasil. Đô thị này có diện tích 102,668 km², dân số năm 2007 là 3000 người, mật độ 29,2 người/km².